# Derek Fisher
Derek Lamar Fisher, född 9 augusti 1974 i Little Rock i Arkansas, är en amerikansk baskettränare och före detta basketspelare. Han avslutade spelarkarriären 2014 och blev huvudtränare för New York Knicks.

## Lag

### Som spelare
- Los Angeles Lakers (1996–2004)
- Golden State Warriors (2004–2006)
- Utah Jazz (2006–2007)
- Los Angeles Lakers (2007–2012)
- Oklahoma City Thunder (2012)
- Dallas Mavericks (2012)
- Oklahoma City Thunder (2013–2014)

### Som tränare
- New York Knicks (2014–)